# Монтанари ди Вестенанова (Верона)
Монтанари ди Вестенанова је насеље у Италији у округу Верона, региону Венето.
Према процени из 2011. у насељу је живело 14 становника. Насеље се налази на надморској висини од 540 м.